# Thelymitra media
Thelymitra media är en orkidéart som beskrevs av Robert Brown. Thelymitra media ingår i släktet Thelymitra och familjen orkidéer.

## Underarter
Arten delas in i följande underarter:
- T. m. carneolutea
- T. m. media